# Temporada 1948-49 de los St. Louis Bombers
La Temporada 1948-49 fue la tercera de los St. Louis Bombers en la BAA. La temporada regular acabó con 29 victorias y 31 derrotas, ocupando el cuarto puesto de la División Oeste, clasificándose para los playoffs en los que cayeron derrotados en semifinales de división por los Rochester Royals.

## Temporada regular
| # | División Oeste       | División Oeste | División Oeste | División Oeste | División Oeste |
| # | Equipo               | G              | P              | %              | PD             |
| - | -------------------- | -------------- | -------------- | -------------- | -------------- |
| 1 | x-Rochester Royals   | 45             | 15             | .750           | –              |
| 2 | x-Minneapolis Lakers | 44             | 16             | .733           | 1              |
| 3 | x-Chicago Stags      | 38             | 22             | .633           | 7              |
| 4 | x-St. Louis Bombers  | 29             | 31             | .483           | 16             |
| 5 | Fort Wayne Pistons   | 22             | 38             | .367           | 23             |
| 6 | Indianapolis Jets    | 18             | 42             | .300           | 27             |

## Playoffs

### Semifinales de división
Rochester Royals - St. Louis Bombers
| Fecha       | Partido                                   | Ciudad    |
| ----------- | ----------------------------------------- | --------- |
| 22 de marzo | St. Louis Bombers 64, Rochester Royals 93 | Rochester |
| 23 de marzo | Rochester Royals 66, St. Louis Bombers 64 | St. Louis |
|             | Rochester gana las series 2-0             |           |

## Estadísticas
| Rk | Jugador            | Edad | P  | PT | MP | TC  | TCI  | %TC  | 3P | 3PI | %3P | TL  | TLI | %TL  | RO | RD | RT | AS  | RB | TAP | BP | FP  | PTS  |
| -- | ------------------ | ---- | -- | -- | -- | --- | ---- | ---- | -- | --- | --- | --- | --- | ---- | -- | -- | -- | --- | -- | --- | -- | --- | ---- |
| 1  | Belus Smawley      | 30   | 59 |    |    | 6.0 | 16.0 | .372 |    |     |     | 3.6 | 4.8 | .747 |    |    |    | 3.1 |    |     |    | 2.5 | 15.5 |
| 2  | John Logan         | 28   | 57 |    |    | 4.9 | 14.3 | .346 |    |     |     | 4.2 | 5.3 | .791 |    |    |    | 4.8 |    |     |    | 3.4 | 14.1 |
| 3  | Ariel Maughan      | 25   | 55 |    |    | 3.7 | 11.8 | .317 |    |     |     | 3.3 | 5.2 | .646 |    |    |    | 1.8 |    |     |    | 2.4 | 10.8 |
| 4  | Red Rocha          | 25   | 58 |    |    | 3.8 | 9.9  | .389 |    |     |     | 2.8 | 3.6 | .768 |    |    |    | 2.7 |    |     |    | 4.3 | 10.5 |
| 5  | Otto Schnellbacher | 25   | 20 |    |    | 3.0 | 8.1  | .364 |    |     |     | 2.8 | 4.0 | .696 |    |    |    | 2.3 |    |     |    | 3.1 | 8.7  |
| 6  | Bill Roberts       | 23   | 22 |    |    | 2.4 | 7.0  | .335 |    |     |     | 1.6 | 2.0 | .795 |    |    |    | 1.3 |    |     |    | 3.5 | 6.3  |
| 7  | Easy Parham        | 27   | 60 |    |    | 2.1 | 6.7  | .307 |    |     |     | 1.6 | 2.9 | .558 |    |    |    | 2.5 |    |     |    | 2.2 | 5.7  |
| 8  | Coulby Gunther     | 25   | 32 |    |    | 1.8 | 5.7  | .315 |    |     |     | 1.4 | 2.2 | .634 |    |    |    | 1.0 |    |     |    | 2.0 | 5.0  |
| 9  | Buddy O'Grady      | 29   | 30 |    |    | 1.7 | 5.9  | .295 |    |     |     | 1.1 | 1.5 | .739 |    |    |    | 1.4 |    |     |    | 1.2 | 4.6  |
| 10 | Grady Lewis        | 31   | 34 |    |    | 1.6 | 4.0  | .387 |    |     |     | 1.2 | 2.1 | .600 |    |    |    | 1.1 |    |     |    | 3.1 | 4.4  |
| 11 | Don Putman         | 26   | 59 |    |    | 1.7 | 5.6  | .297 |    |     |     | 0.9 | 1.6 | .536 |    |    |    | 2.4 |    |     |    | 2.2 | 4.2  |
| 12 | Don Martin         | 28   | 37 |    |    | 1.4 | 4.4  | .311 |    |     |     | 0.8 | 1.2 | .644 |    |    |    | 0.6 |    |     |    | 2.7 | 3.5  |
| 13 | Bill Miller        | 24   | 14 |    |    | 1.1 | 3.5  | .327 |    |     |     | 0.5 | 0.8 | .636 |    |    |    | 0.9 |    |     |    | 1.1 | 2.8  |
| 14 | D.C. Wilcutt       | 25   | 22 |    |    | 0.8 | 2.3  | .353 |    |     |     | 0.7 | 0.8 | .833 |    |    |    | 1.4 |    |     |    | 0.4 | 2.3  |
| 15 | Bob O'Brien        | 22   | 8  |    |    | 0.6 | 2.3  | .278 |    |     |     | 0.9 | 2.3 | .389 |    |    |    | 0.1 |    |     |    | 1.4 | 2.1  |
| 16 | Lonnie Eggleston   | 30   | 2  |    |    | 0.5 | 2.0  | .250 |    |     |     | 1.0 | 1.5 | .667 |    |    |    | 0.5 |    |     |    | 1.5 | 2.0  |
| 17 | Giff Roux          | 25   | 19 |    |    | 0.6 | 2.3  | .250 |    |     |     | 0.8 | 0.9 | .882 |    |    |    | 0.6 |    |     |    | 0.6 | 1.9  |

## Galardones y récords
| Jugador    | Galardón                    |
| John Logan | 2º Mejor quinteto de la BAA |